# Großsteingrab Alt Pokrent
Das Großsteingrab Alt Pokrent war eine megalithische Grabanlage der jungsteinzeitlichen Trichterbecherkultur (TBK) bei Pokrent, einem Ortsteil von Alt Pokrent im Landkreis Nordwestmecklenburg (Mecklenburg-Vorpommern). Es wurde vor 1846 abgetragen und dabei archäologisch untersucht. Die dabei gefundenen Gegenstände befinden sich heute in der Sammlung des Archäologischen Landesmuseums Mecklenburg-Vorpommern in Schwerin.

## Lage
Das Grab befand sich auf der Feldmark Alt Pokrent an der Grenze zu Neuendorf.

## Beschreibung
Die Anlage besaß eine Grabkammer mit einer Länge von 7 Fuß (ca. 2,1 m), einer Breite von 5 Fuß (ca. 1,5 m) und einer Höhe von 3 Fuß (ca. 0,9 m). Die Ausrichtung ist nicht überliefert. Die Kammer bestand aus mehreren Wandsteinen, deren genaue Zahl nicht vermerkt wurde, sowie aus drei Decksteinen. Die Kammer ist somit als Großdolmen anzusprechen. An der Nordostecke wurde ein Zugang mit zwei Stufen (Schwellensteinen?) entdeckt. Die Räume zwischen den Wandsteinen waren mit Trockenmauerwerk aus kleinen Steinplatten ausgefüllt. Um die Kammer herum waren kleine Steine angehäuft. Das Innere der Kammer war mit Erde verfüllt. Ein Kammerpflaster wurde nicht festgestellt, ebenso wenig Bestattungsreste. Als einzige Beigaben wurden drei Feuerstein-Beile entdeckt: ein unvollständig erhaltenes dickblattiges Querbeil, ein Flachbeil und ein dicknackiges Beil mit Hohlschneide.